# Каєтан Гриневецький
Каєтан Гриневецький (пол. Kajetan Hryniewiecki; нар. бл. 1710 — пом. 27 квітня 1796) — державний діяч Речі Посполитої, консуляр Постійної ради (1775), підчаший летичівський і підстароста кам'янецький (з 1764), мечник червоногродський (з 1744), хорунжий червоногродський (з 1765), каштелян кам'янецький (з 1768), останній воєвода люблінський (1782—1795), голова люблінської комісії міського порядку (1782).

## Біографія
Представник литовського дворянського роду Гриневецьких герба «Пшегоня».
Член конфедерації Чарторийських у 1764 році. Того ж року його було обрано послом (депутатом) на конвокаційний сейм від Підпольського воєводства. Того ж 1764 року Каєтан Гриневецький був обраний послом від Подільського воєводства на елекційний сейм, де він підтримав кандидатуру Станіслава Августа Понятовського на польський престол.
На Розділовому Сеймі 1773—1775 років король Станіслав-Август Понятовський призначив його членом Постійної ради. У 1776 році він став членом конфедерації Анджея Мокроновського. У 1790 році Каєтан Гриневецький був членом військово-цивільної комісії для Любельської землі та Ужендувського повіту Люблінського воєводства. Він був членом конфедерації Чотирирічного сейму.
Каєтан Гриневецький фігурував у списку депутатів і сенаторів російського посланника Якова Булгакова в 1792 році, на яких російська влада могла розраховувати при реконфедерації та скасування конституції 3 травня 1791 року. Був призначений консуляром генеральної коронної конфедерації у складі Тарговицької конфедерації. Від імені Тарговицької конфедерації в 1793 році Каєтан Гриневецький був обраний членом комісії з питань коронної скарбниці.
Кавалер Ордена Святого Станіслава (1772) і Ордена Білого орла (1780).
З 1765 року власник Маркушува, який він придбав у Собецьких. Але через три роки після його смерті його син продав маєток Тарновському.